# Nain Feto
| \| \| |
|       |

|  |

Nain Feto ist ein osttimoresisches Verwaltungsamt (portugiesisch Posto Administrativo) der Gemeinde Dili und bildet das östliche Zentrum der Landeshauptstadt Dili. Der Sitz der Verwaltung liegt in Gricenfor.

## Name
„Nain“ ist im Tetum die Bezeichnung für eine Respektsperson (zum Beispiel Lian Nain), „Feto“ bedeutet „Frau“, so dass man den Namen des Verwaltungsamts grob mit „Herrin“ oder „hochgestellte Dame“ übersetzen kann. Es ist die Bezeichnung auf Tetum für die Heilige Mutter Maria.

## Geographie

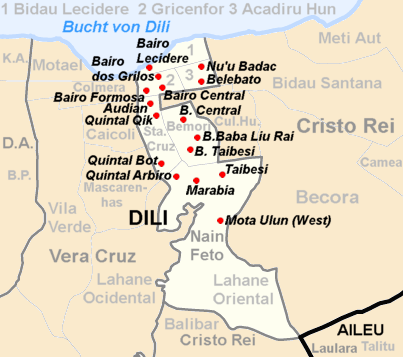
Das Verwaltungsamt Nain Feto (Verwaltungsgrenzen bis 2015)

Bis 2014 wurden die Verwaltungsämter noch als Subdistrikte bezeichnet.
Nain Feto liegt am Südufer der Bucht von Dili und grenzt im Westen an das Verwaltungsamt Vera Cruz und im Osten und Süden an das Verwaltungsamt Cristo Rei. Im Südosten berührt Nain Feto die Gemeinde Aileu mit seinem Verwaltungsamt Laulara. Nain Feto hat eine Fläche von 6,12 km². Es ist damit das flächenmäßig kleinste Verwaltungsamt des Landes.

Klimadaten
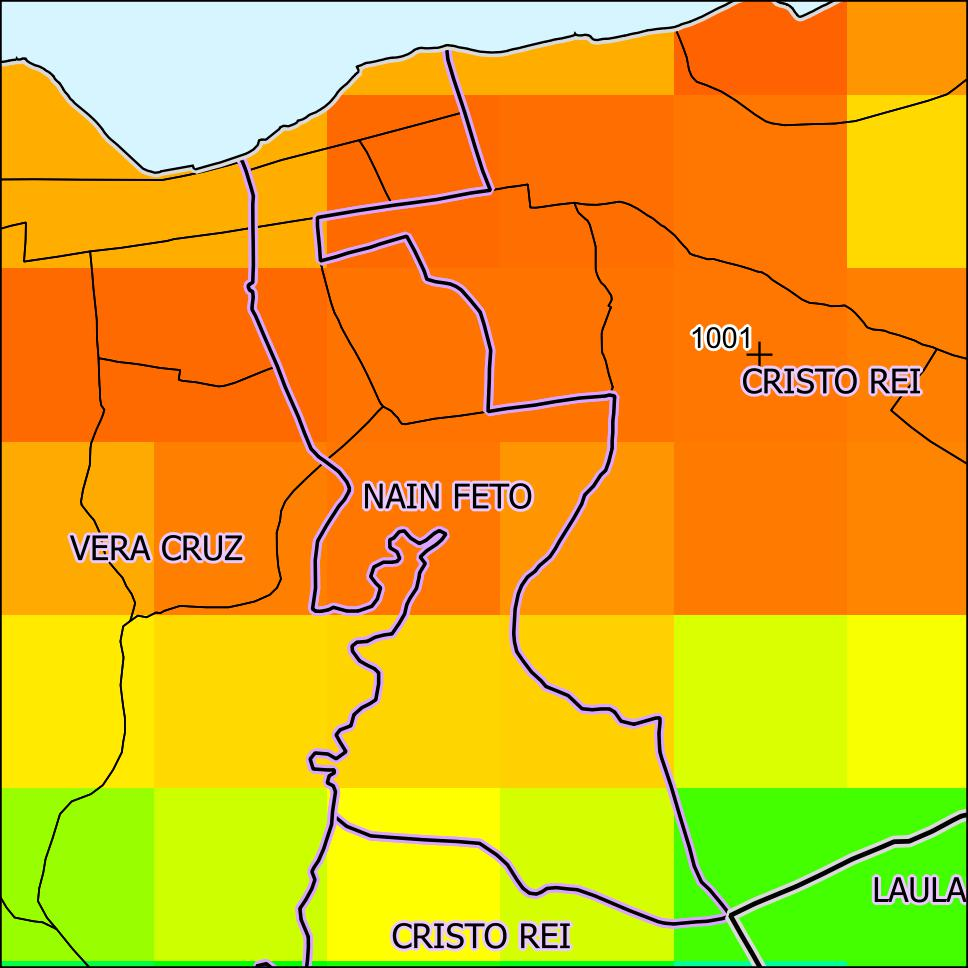
Jährliche Niederschlagsmenge (2000)
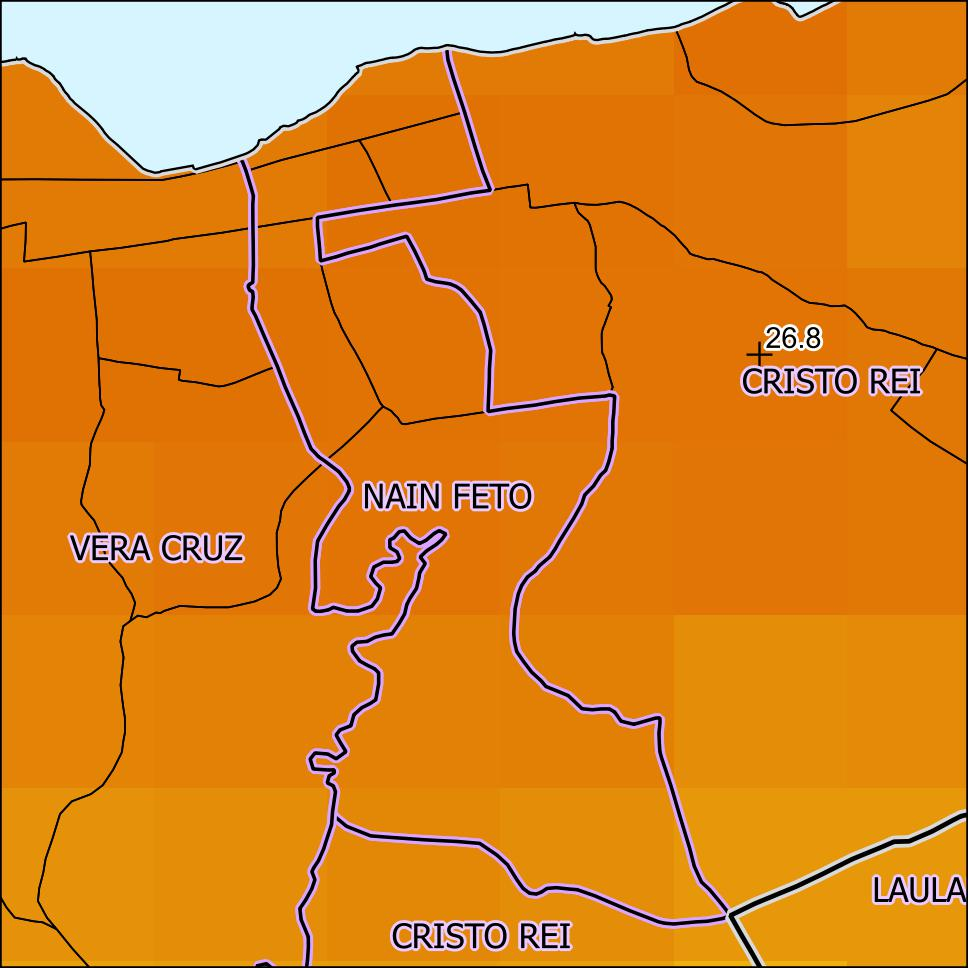
Jahresdurchschnitts-temperatur (2000)

2004 wurden die drei Sucos Bairo Central, Bairo dos Grilos (Bairo dos Grilhos) und Bairo Formosa zum Suco Gricenfor zusammengefasst. Die Sucos Bidau Santana und Meti Aut wurden dem Verwaltungsamt Cristo Rei zugeschlagen, dafür kamen die Sucos Acadiru Hun (Akadiru-Hun) und Bemori von Cristo Rei zu Nain Feto. Die Sucos Lahane Oriental und Santa Cruz wechselten vom Verwaltungsamt Vera Cruz zu Nain Feto. Somit teilt sich Nain Feto heute in sechs Sucos: Acadiru Hun, Bemori, Bidau Lecidere, Gricenfor, Lahane Oriental und Santa Cruz.
Der Ortsteil Balide teilt sich auf den Suco Mascarenhas (Verwaltungsamt Vera Cruz) und den Suco Santa Cruz (Verwaltungsamt Nain Feto) auf.

## Einwohner

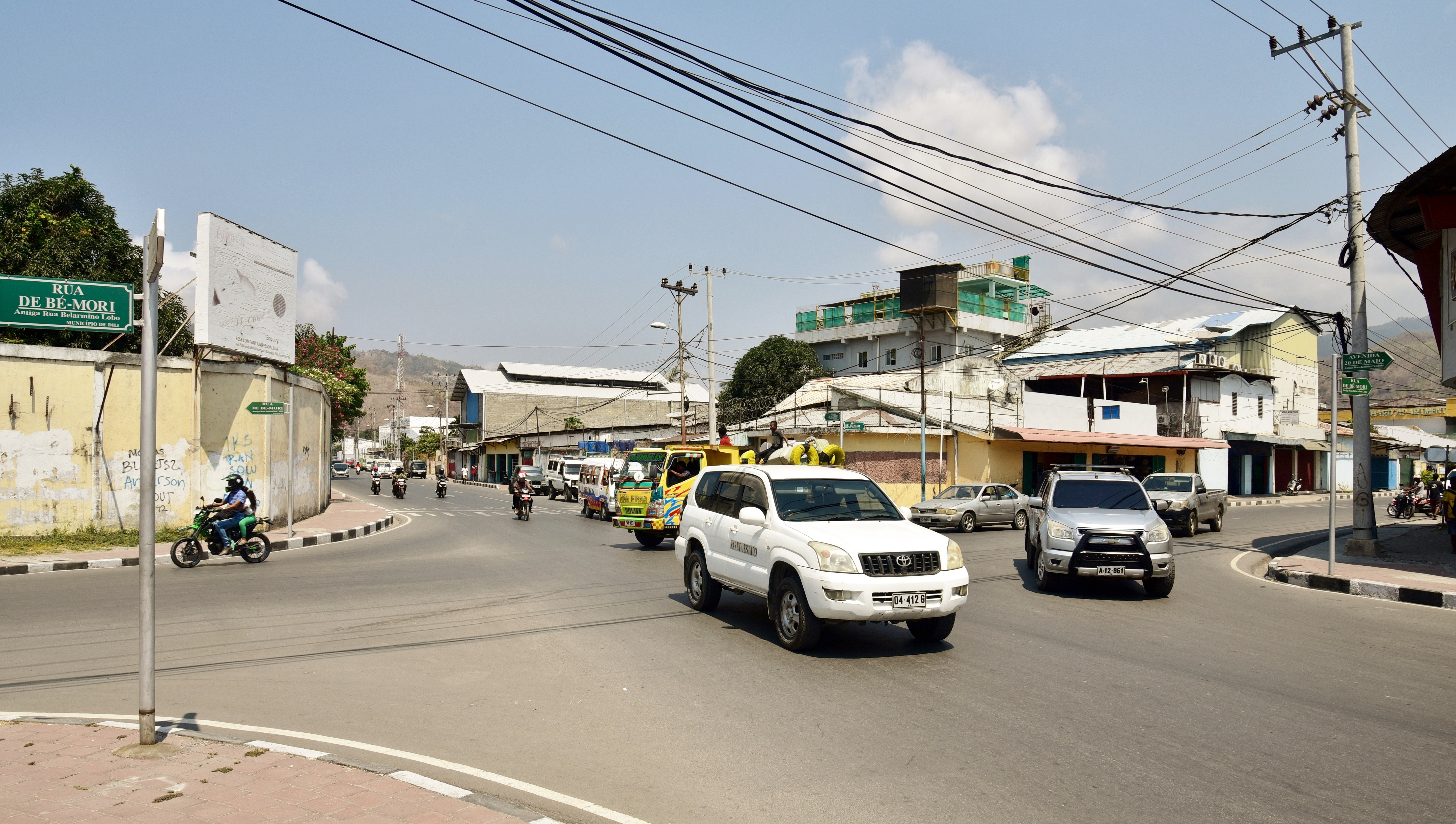
Die Kreuzung der Avenida 20 de Maio mit der Rua de Bemori. Hier treffen drei Sucos von Nain Feto aufeinander

In Nain Feto leben 33.528 Menschen (2022), davon sind 16.844 Männer und 16.684 Frauen. 23.740 von ihnen wohnen in einer urbanen Umgebung, 9.788 im ländlichen Teil des Verwaltungsamtes. Im Verwaltungsamt gibt es 5.996 Haushalte. Der Altersdurchschnitt beträgt 21,6 Jahre (2010, 2004: 20,2 Jahre).

## Geschichte

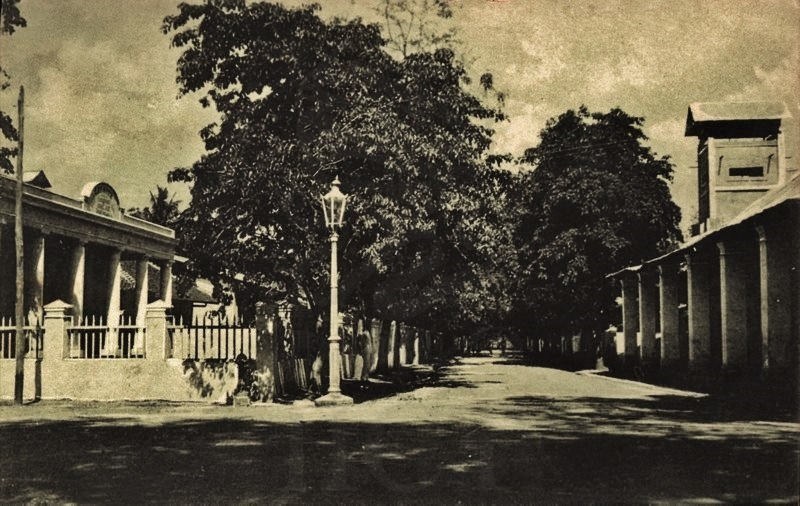
Die Rua José Maria Marques (1909), heute der westliche Teil der Rua 30 de Agosto

Bairo Formosa im heutigen Suco Gricenfor ist das alte chinesische Viertel Dilis. Hier befinden sich der chinesische Guandi-Tempel und die ehemalige Chinesische Grundschule.
Im Stadtteil Bidau, der sich heute aufteilt in Bidau Lecidere und Bidau Santana (im Verwaltungsamt Cristo Rei), siedelten sich ursprünglich die Ethnie der Bidau an. Diese Mischbevölkerung aus Portugiesen und Einheimischen aus Larantuka (Flores), Solor und Timor kontrollierten jahrhundertelang weite Teile Westtimors. Bis in die 1960er-Jahre hinein sprachen sie Português de Bidau, ein kreolisches Portugiesisch. Mit der Zeit wechselten sie immer mehr zum Standard-Portugiesisch.
Am Strand von Lecidere (Lécidere) fand man 1975 in den ersten Tagen der indonesischen Invasion die Leiche von Francisco Borja da Costa, dem Komponisten der Nationalhymne Osttimors.

## Politik
Der Administrator des Verwaltungsamts wird von der Zentralregierung in Dili ernannt. 2014/2015 war dies Eustáquio Maia Gusmão und 2016 Tomas Alberto Braz. 2021 wurde Erminia Martins zur Administratorin ernannt und am 29. Januar 2024 Luís Casameiro Lopes.

## Wirtschaft
Auch im städtischen Dili werden von den Einwohnern Felder und Gärten bewirtschaftete, um den Lebensunterhalt aufzubessern. 12 % der Haushalte in Nain Feto verfügen über Kokospalmen, 13 % bauen Maniok, 12 % Mais und 9 % Gemüse an. Zudem werden Haustiere wie Hühner und Schweine gehalten.